# 鸡蛋菜单
《鸡蛋菜单》是普密蓬·阿杜德创作的48首歌曲当中的最后一首。于1995年5月6日写作，作为王姐甘拉亚妮·瓦塔娜72岁的生日礼物。普密蓬·阿杜德作曲，诗琳通公主作词。
特点是歌词中不断重复一句“鸡蛋菜单，鸡蛋菜单，美味的食物”（เมนูไข่ เมนูไข่ อร่อยแท้อยากกิน）。

## 创作由来
甘拉亚妮·瓦塔娜曾回忆道，她喜欢鸡蛋菜，并受到启发以构成曲调。此外她还发现，诗琳通公主曾于1975年写了一首名为《鸡蛋菜单》的短诗，这首曲子是给予海军少将Usni Pramoj安排为奥扫星期五大乐队演奏和演唱。为纪念1995年5月8日，在Dusidalai Hall任职的甘拉亞妮公爵殿下所举行派对。